# مدينة وستمنستر
مدينة وستمنستر هي قسم إداري في لندن، في المملكة المتحدة، تقع في لندن الكبرى، بلغ عدد سكانها 242,300  نسمة وذلك حسب إحصائيات سنة 2015، تبلغ مساحتها 21.48 كيلومتر مربع، رمزها البريدي هو NW، وSW، وWC، وW.

## الموقع
تشترك في الحدود مع:
- حي كامدين في لندن.

## أعلام
- نيك بالمر
- بيكسي غيلدوف
- كيث سكوت
- إليزابيث ستيوارت
- تشارلز لايل